# Церква Преображення Господнього (Залісся)
Церква Преображення Господнього в Заліссі — парафія і храм Борщівського благочиння Тернопільської єпархії Православної церкви України в селі Залісся Чортківського району Тернопільської области.

## Історія церкви
Храм був збудований за кошти парафіян у 1835 році. Незважаючи на комуністичні утиски, він ніколи не був закритий. У селі діє лише одна громада, що належить до Православної Церкви України.
До 1945 року священники проживали у великій церковній резиденції з господарськими будівлями, городом та садом, що свідчить про заможність парафії. У 1945 році проборство було вилучено і перетворено на сільську школу.
У 1935 році під керівництвом священника Миколи Сваричевського до храму добудували крила, завдяки чому він набув форми хреста. На території парафії розташовані дві каплички та одинадцять хрестів, відновлених за часів незалежності України.
На церковному подвір’ї є кам'яний хрест, встановлений у 1988 році на честь 1000-ліття хрещення Русі-України, а також дерев'яна дзвіниця. У 2010 році Михайло Соловій із сином Сергієм викопали біля церкви криницю.

## Парохи
- о. Микола Сваричевський (до 1938),
- о. Маркіян Каричевський (1938—1945, онук священника М. Сваричевського),
- о. Іван Човган (1945),
- о. Василь Димушка (1946),
- о. Василь Слотиняк (1947—1964),
- о. Андрій Ментух (1964—1982),
- о. Володимир Качан (1982—1991),
- о. Микола Матійчук (1991—1996),
- о. Руслан Матвішшн (1996—2001),
- о. Олег Семчишин (з 2002).